# Stadion Žuknica
Stadion Žuknica – stadion piłkarski w Kostrenie, w Chorwacji. Obiekt może pomieścić 3000 widzów. Swoje spotkania rozgrywają na nim piłkarze klubu NK Pomorac Kostrena. Stadion był jedną z aren Mistrzostw Europy U-17 2017.